# Meldenflureule

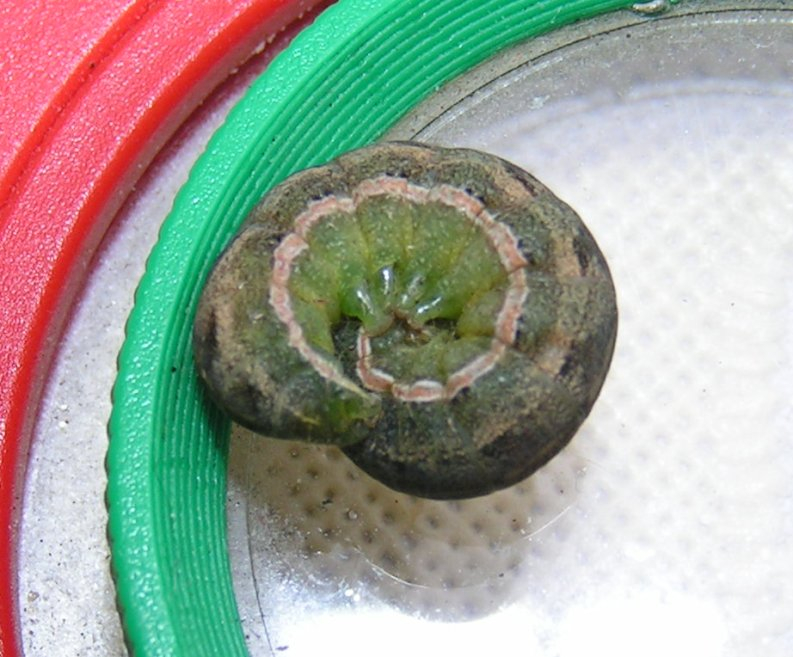
Raupe

Die Meldenflureule (Anarta (Calocestra) trifolii), auch Kleefeldeule oder Klee-Eule genannt, ist ein Schmetterling (Nachtfalter) aus der Familie der Eulenfalter (Noctuidae).

## Merkmale
Die Falter haben etwa 15 bis 18 Millimeter lange Vorderflügel. Die Farbe der Vorderflügel ist ziemlich variabel, sie reicht von hellbraun, grünlich-braun, graubraun bis schwärzlich. Je feuchter das Habitat, desto dunkler ist im Durchschnitt die Population. In Südeuropa und Nordafrika in überwiegend trockenem Klima sind die Vorderflügel der Falter überwiegend hellbraun oder hellrötlichbraun gefärbt. Die Ringmakel ist hell, die Nierenmakel oben hell und unten dunkel. Die Querlinien sind jeweils doppelt gezeichnet. Die Wellenlinie ist mittig gezackt mit undeutlichen Pfeilflecken innerhalb der Linie; die Zackung sieht wie ein W aus. Die Hinterflügel sind weißlich mit einem grauen Saumfeld.
Das Ei ist kugelig mit abgeflachter Basis. Es ist gelblich gefärbt mit rotbraunen Flecken in der mittleren Zone und einer rotbraunen Binde. Die Oberfläche ist mit kräftigen Längsrippen bedeckt.
Die Raupe ist grünlich oder auch bräunlich gefärbt mit feinen schwarzen Flecken. Die Segmenteinschnitte sind gelblich gefärbt. Die Rückenlinie ist relativ dünn und wird von Längsstrichen eingerahmt. Bei der grünen Variante sind die Seitenlinien gelblich und weiß gesäumt. Bei der braunen Variante sind mehrere, feine weiße Linien auf dem Rücken und schwarze leicht schräg verlaufende Striche auf jedem Segment ausgebildet. Der relativ kleine Kopf ist hellbraun oder grünlich gefärbt.
Die Puppe ist gelbbraun mit einem dorn- und borstenlosen, schwach entwickelten Kremaster.
Ähnliche Arten
- Kohleule (Mamestra brassicae), sie hat einen Dorn am Ende der Tibien der Vorderbeine.

## Geographische Verbreitung und Lebensraum
Die Art ist fast in der gesamten Paläarktis und Nearktis verbreitet (mit Ausnahme der nördlichsten Gebiete). Sie soll auch in Chile vorkommen, wohin sie vermutlich anthropogen verschleppt wurde. Sie lebt in fast allen offenen Typen von Lebensräumen, auch in sehr trockenen Habitaten, z. T. sogar mit halophiler Vegetation. In den Alpen kommt sie bis in 1600 m über NN vor.

## Lebensweise
Die Meldenflureule bildet in Mitteleuropa zwei sich überschneidende Generationen, deren Falter von Ende April bis Juni und Juni bis September fliegen. In klimatisch günstigeren Regionen werden mehrere Generationen gebildet.
Die Falter sind nachtaktiv, kommen zum Licht und können mit Zucker geködert werden. Sie saugen Nektar. Die Eier werden in flächigen Gelegen bis über 100 Stück an der Unterseite der Blätter der Futterpflanze abgelegt bzw. angeheftet. Die Raupen kann man von Ende Juni bis zum Spätherbst finden.
Sie leben einzeln an Ampferarten (Rumex), Meldenarten (Atriplex), Gänsefüße (Chenopodium), Brennnesseln (Urtica), Lattiche (Lactuca), Artemisia und vielen anderen krautigen Pflanzen. Sie fressen nachts. Die Verpuppung geschieht in einer Erdhöhle, die Puppe überwintert und kann ein Jahr überliegen.